# 묘교도
묘교도(일본어: 明経道, みょうぎょうどう)는 일본 율령제 시대의 다이가쿠료(大学寮, 옛 일본의 최고교육기관)에서 유교를 연구하고 교수했던 학과이다.

## 명칭
본래 다이가쿠료의 본과였으며 특별한 명칭은 없었다. 유학의 연구를 묘교(明経)라고 부르게 된 것은 나라 시대부터였는데, 헤이안 시대 전기, 다이가쿠료의 각 학과를 「도(道)」(기덴도・묘교도・산도・쇼도 등)라고 부르게 됨에 따라 묘교도라는 호칭도 정착되었다.

## 인원
- 교관 : 묘교 하카세(明経博士) 1명 ・ 조쿄(助教) 2명 ・ 조쿠코(直講) 2명
- 학생 : 묘교토쿠교쇼(明経得業生) 4명 ・ 묘교쇼(明経生) 400명
  - 하지만 헤이안 시대 내내 학생 정원이 전부 채워지는 일은 없었다.

## 교과서
헤이안 시대에 삼경(시경・서경・역경), 삼례(주례・의례・예기), 삼전(춘추좌씨전・춘추공양전・춘추곡량전) 및 『논어』와 『효경』까지, 총 11경이 주 교재로서 확립되었다.

## 시험
『논어』와 『효경』 외에 최저 2경을 더 학습한 묘교쇼는 묘교시(이후 묘교토쿠교시로 바뀐다)에 수험해 합격한 후 서위・임관하는 것이 원칙이었다, 하지만 묘교시를 보지 않고 서위・임관하는 케이스도 많았던듯 하다.

## 역사
헤이안 시대 초기에는 삼례학파・삼전학파라는 흐름이 성립해 양자간에 논쟁이 행해졌지만, 헤이안 시대 중기 이후에는 묘교도 자체의 성격이 유교전문가를 양성하는 코스같이 변해버려 학술논쟁이 침체되었다. 게다가 기덴도의 교관인 몬조 하카세(원래는 묘교도에 부속되어 있었으며, 조쿠코가 돌아가며 맡았었다)의 지위가 상승해 묘교도의 교관인 묘교 하카세를 추월하는 바람에, 묘교도는 그 지위도 하락해 본과로서의 위치도 잃게 된다.
하지만 유교 교육은 일반상식으로서 모든 학생들에게 요구되었기 때문에, 기덴도의 학생인 몬죠쇼(文章生) 등 다른과 학생에 의한 묘교도의 청강이 행해지는 경우도 많았다.
한편 묘교도의 교관직은 나카하라 씨와 기요하라 씨에 의한 세습이 사실상 관례화되었으며, 그에 따라 묘교도 자체도 오로지 훈고학 연구에만 치중하게 된다.

## 같이 보기
- 유교
- 다이가쿠료
- 묘교 하카세
- 율령제